# French Laundry
French Laundry, född 8 mars 2012 i Ontario i Kanada, är en kanadensisk varmblodig travhäst. Han importerades från USA till Sverige i mars 2016 och tränas sedan dess av sin ägare Stefan Melander. Hans skötare är Catarina Lundström. Under tiden i Nordamerika tränades han av Jimmy Takter.
French Laundry började tävla 2014. Han har till maj 2019 sprungit in 6,2 miljoner kronor på 88 starter varav 12 segrar, 3 andraplatser och 11 tredjeplatser. Han har tagit karriärens hittills största segrar i Champlain Stake (2014), Kindergarten Classic Final (2014), Goodtimes Stake (2015), The Old Oaken Bucket (2015) och Big Noon-pokalen (2016). Han har även kommit på tredjeplats i Kentucky Futurity (2015).

## Världsrekord
French Laundry segrade på nytt världsrekord för treåringar i The Old Oaken Bucket när han noterade 1.10,7 över sprinterdistans på 800-metersbana.
I samband med sin seger i Big Noon-pokalen på Solvalla den 17 augusti 2016 satte han, körd av Örjan Kihlström, nytt världsrekord för fyraåringar över sprinterdistans med voltstart. Rekordtiden skrevs till 1.11,7.